# Bhabha (cráter)

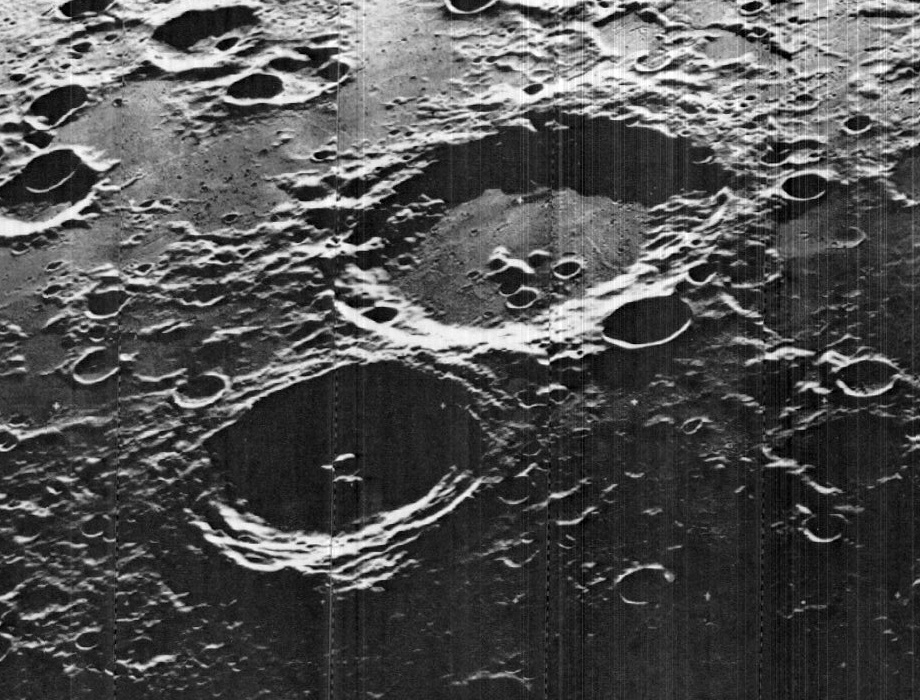
Imagen oblicua desde el Lunar Orbiter 5, con Bose (arriba derecha) y Bhabha (abajo izquierda)

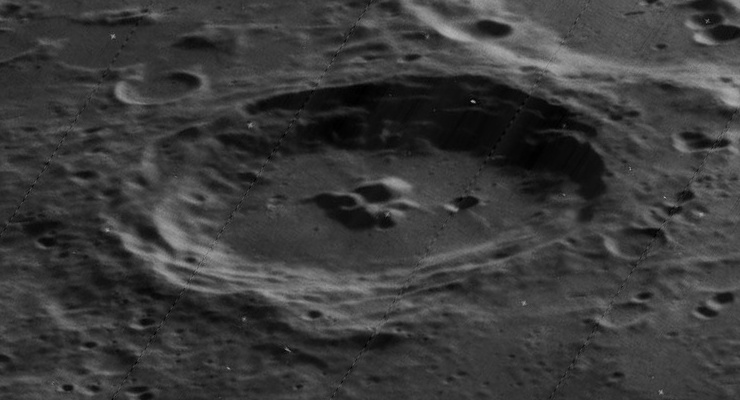
Imagen oblicua desde el Lunar Orbiter 5

Bhabha es un cráter de impacto que se encuentra en la parte sur de la cara oculta de la Luna. Casi se une al borde sureste del cráter Bose (algo más grande). El exterior de la rampa que el cráter ha producido provoca una ligera protuberancia hacia el interior a lo largo de la cara noroeste de Bhabha. Otros cráteres cercanos son Stoney al este, y Bellinsgauzen al sur.
Es un cráter relativamente intacto, con una pared interior perfectamente aterrazada, especialmente en la parte sureste del cráter, y casi desaparece a lo largo del borde norte-noroeste, donde la pared interna queda en su grado mínimo. El borde y la pared interior no se han erosionado significativamente, y no hay otros cráteres a lo largo de su contorno.
El piso interior tiene una formación de picos centrales que forman un semicírculo con la concavidad interior abierta hacia el norte. El resto de la planta es relativamente llana, con una única pequeña marca en la parte norte.
Bhabha (64 km de diámetro) fue nombrado en honor del físico Homi Jehangir Bhabha (1909-1966), pionero de la física nuclear en la India, su país de origen.